# Cumaru do Norte
Cumaru do Norte is een gemeente in de Braziliaanse deelstaat Pará. De gemeente telt 12.423 inwoners (schatting 2015).